# 33750 Davehiggins
33750 Davehiggins è un asteroide della fascia principale. Scoperto nel 1999, presenta un'orbita caratterizzata da un semiasse maggiore pari a 2,7955379 au e da un'eccentricità di 0,3188741, inclinata di 32,69054° rispetto all'eclittica.
L'asteroide è dedicato all'astronomo amatoriale australiano David J. Higgins.